# Джордж (озеро, Уганда)
Джордж или Дверу (англ. Lake George; англ. Dveru) — озеро в Уганде, являющееся частью системы Великих Африканских озёр, хотя формально в их число не входит. Общая площадь озера — 250 км2. Как и другие озёра региона, оно было названо в честь члена британской королевской семьи, в данном случае принца Георга, впоследствии ставшего королём Соединенного Королевства Георгом V. На юго-западе соединено с озером Эдуард через канал Казинга. 

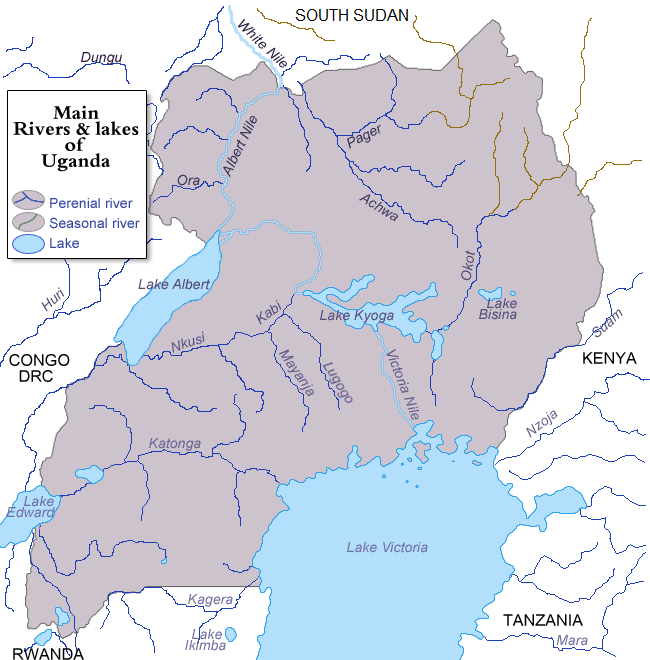
Реки и озера Уганды. Джордж — относительно небольшое озеро к северо-востоку от озера Эдвард

Исследователь Генри Мортон Стэнли, проводивший в 1875 году свою трансафриканскую экспедицию, был первым европейцем, увидевшим это озеро, направляясь по течению реки Катонга от озера Виктория. Думая, что это часть озера Альберт, он назвал его заливом Беатрис. Дальнейшие экспедиции к этим места были сорваны из-за угрозы конфликта с королевством Буньоро. Во время своего второго визита в этот район в 1888 году во время экспедиции по спасению Эмин-паши Стэнли также обнаружил озеро Эдвард и, поняв, что эти озёра независимы друг от друга, дал озеру Джордж его нынешнее название. 